# Bitwa pod Cornegade
Bitwa pod Cornegade – starcie zbrojne, które miało miejsce 8 lipca 1689 r. w trakcie wojny irlandzkiej (1689–1691).
W lipcu 1689 r. jakobici dowodzeni przez księcia Berwicka połączyli się z wojskami brygadiera Hugh Sutherlanda, po czym ruszyli na Enniskillen. Dnia 8 lipca w pobliżu Cornegade Jakobici stanęli do walki z mniej licznymi siłami protestantów, które zostały rozbite. Kawaleria protestantów zdołała co prawda uciec, piechota została jednak okrążona i wybita a wielu jej żołnierzy dostało się do niewoli. Po zwycięstwie Berwick wycofał się do głównego obozu Jakobitów w rejonie Enniskillen.